# Megalopsallus atriplicis
Megalopsallus atriplicis är en insektsart som beskrevs av Knight 1927. Megalopsallus atriplicis ingår i släktet Megalopsallus och familjen ängsskinnbaggar. Inga underarter finns listade i Catalogue of Life.